# Simon II de Sarrebruck-Commercy
Simon II (ou V) de Sarrebruck-Commercy, (? - 1355), est le fils de Jean II de Sarrebruck-Commercy et d'Alix de Joinville, seigneur de « Château-Haut », sire de Commercy. Il réalise en 1344 le partage de la succession de Jean Ier de Sarrebruck-Commercy restée en suspens avec Jean IV de Sarrebruck-Commercy, le partage est celui-ci :
- Part de Simon II : « Laneuveville-au-Rupt avec les prés que son père y avait joints, savoir : le Breuil en la Chiere, le petit Breuil de Salagne, le petit Breuil sis en la Chiere que les chanoines tenaient de son père. La Chapellenie, le bois des Palis sous Laneuveville, ceux entre ledit bois et la Horgne. St-Jean de Sommetuerbe, la Vaux-de-Vierge, les moulins de Menil et de Mafraincourt. Ville-Issey, chargé d'une livre de cire à la chapelle de la Horgne, Euville et Aulnois. Les moulins de Robillard et de Ranceriez. Méligny-le-grand et le petit, Reffroy, Vaux-la-grande et la petite, St-Aubin, Velaines, Nançois-sur-Ornes, Nansoy-le-Sanoireux, Cousances, Domremi, Loxéville. Tout Chonville, Lérouville, sauf les charges ; les étangs dudit lieu, la maison de Launoy et dépendances. Pont et le pont d'icelui avec les redevances des usagers des bois. La grange d'Arowiller et terres en dépendant. La corvée de la voie d'Issey, la terre le prevôt Perrin, le champ Dieu, le grand Meix qui tient aux prés. Tous les prés de Couprey. La grange sous le Château, vers le moutier de Mr St-Pantaléon, et la place devant jusques 13 pieds au-dessus de la Bouverie. La grande Marchaussie jusques la paroys. Les maisons ensuite, les parges entre les maisons et la grande Marchaussie. La Poterne jusqu'aux parois qui sont entre salle et chambre. Le fossé derrière la maison des Lombards et le Saulci. Ledit Saulci entre les fossés dès le mur des moulins jusqu'à la poterne. Le donjon de Commercy et dépendances. Moitié de la ville et tous les fiefs dépendants de Commercy. Tous droits de garde, excepté Rieval, Breuil et les chanoines. La pèche aux anguilles des vieux moulins dessous Commercy et toute la rivière qui est au-dessous jusqu'à Henry-moulin. Toute la rivière au-dessous de la craiche de Commercy, jusque par-dessous les vignes de Vignot, jusques au chief de Salagne[2] ».

- En commun avec Jean IV :  « La justice, excepté celle restant exclusivement à chacun sur sa propre maison. Celle sur tous les bois de Commercy, excepté ceux personnels à Jean, ceux de Simon étant seuls soumis à l'usage. Le droit de garde de Rieval, de Breuil et des chanoines. Le fossé et la poterne jusqu'à ce que le comte Jean IV ait fait un donjon. Le droit de nommer aux prébendes des chanoines (le comte devant nommer à la première et Simon à la deuxième). Le droit de chasse dans les bois. Le chemin allant aux marchaussies. Les quatre moulins et leurs vannes. Les portes, murs et fermetures de la ville. Les fours, halles et chaussées. Les chaussées des étangs du côté de la ville[2] ».

À sa mort, sans enfants, ses biens revinrent à son frère Jean III de Sarrebruck-Commercy.

## Sources
- Charles Emmanuel Dumont, Histoire de la ville et des seigneurs de Commercy, N. Rolin, 1843 (lire en ligne), p. 119 à 123